# Miller Motor Company

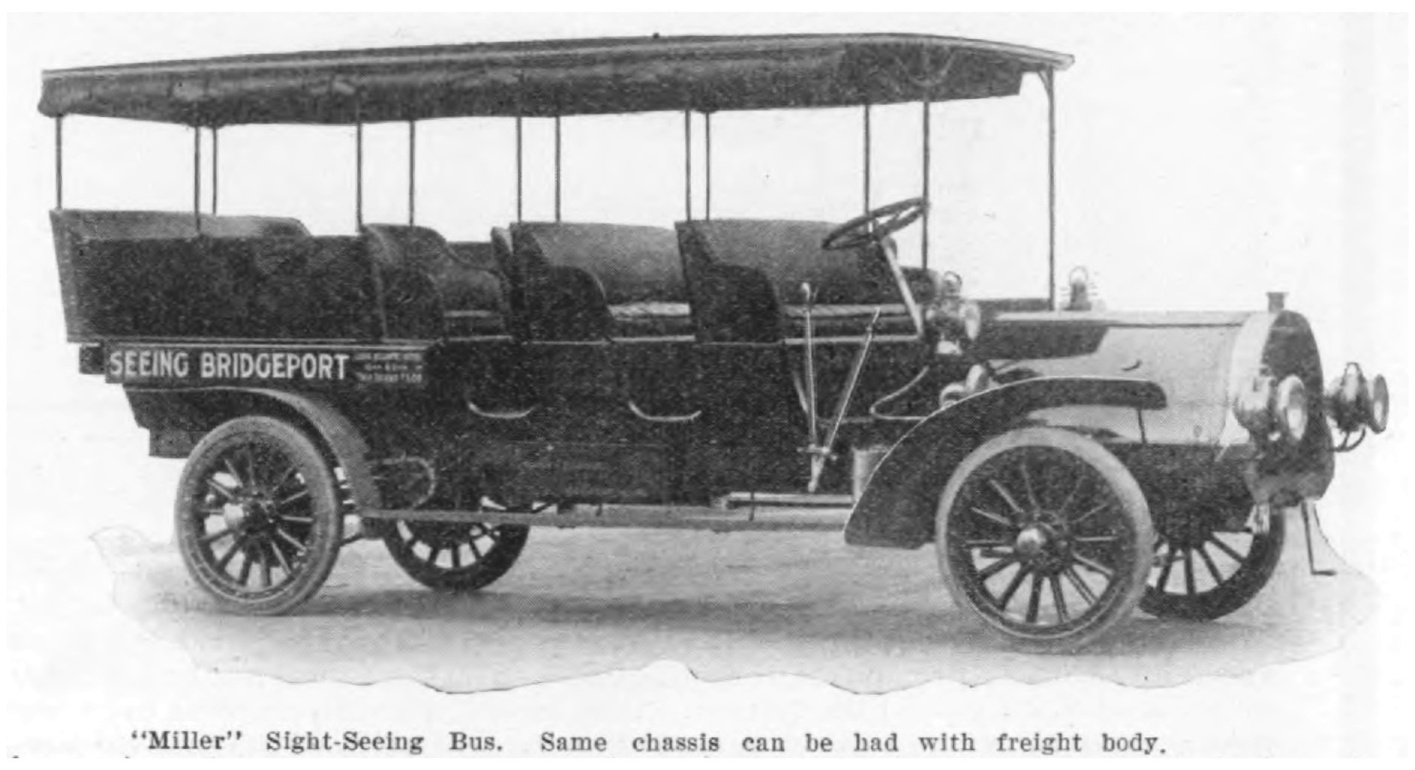
Miller Sight Seeing Bus (1906)

Miller Motor Company, vorher Miller Garage Company Inc., war ein US-amerikanischer Hersteller von Kraftfahrzeugen.

## Unternehmensgeschichte
Die Miller Garage Company Inc. wurde Ende 1906 in Bridgeport in Connecticut gegründet. Die Gründer waren Elmer E. Miller, Wilmet oder Willard R. Miller und Charles H. Peck. Sie stellten Lastkraftwagen und Omnibusse her. 1907 erfolgte die Umfirmierung in Miller Motor Company. Nun entstanden auch Personenkraftwagen. Der Markenname lautete Miller. Im gleichen Jahr endete die Produktion.

## Fahrzeuge

### Lkw/Bus
Für ein Fahrzeug ist ein Vierzylindermotor von der Continental Motors Company überliefert. Er war mit 40 PS eingestuft. Das Fahrgestell hatte 351 cm Radstand und 152 cm Spurweite. Eine Abbildung zeigt eine Ausführung als Bus für Sightseeing.

### Pkw
Das Sortiment bestand nur aus dem Model H. Der Motor war mit 24/30 PS angegeben. Das Fahrgestell hatte 292 cm Radstand. Der Aufbau war ein Surrey.

## Übersicht über Pkw-Marken aus den USA, dieMillerbeinhalten
| Marke         | Hersteller                            | Vermarktungsbeginn | Vermarktungsende | Ort, Bundesstaat         |
| ------------- | ------------------------------------- | ------------------ | ---------------- | ------------------------ |
| Frayer-Miller | Buckeye National Motor Car Company    | 1904               | 1909             | Springfield, Ohio        |
| Miller        | Miller                                | 1901               | 1902             | Orrville, Ohio           |
| Miller        | Miller Motor Company                  | 1907               | 1907             | Bridgeport, Connecticut  |
| Miller        | Miller Car Company                    | 1911               | 1914             | Detroit, Michigan        |
| Miller        | Harry A. Miller Manufacturing Company | 1928               | 1932             | Los Angeles, Kalifornien |
| Miller-Peters | Miller-Peters Motor Car Company       | 1907               | 1907             | Newport, Kentucky        |
| Miller-Quincy | E. M. Miller Company                  | 1922               | 1924             | Quincy, Illinois         |